# Fjällbacka
Fjällbacka er en svensk by beliggende i Tanums kommun i Bohuslen, Västra Götalands län. Fjällbacka havde i 2005 812 indbyggere.
Midt i Fjällbacka ligger det 74 m høje Veddeberget (Vetteberget). Gennem bjerget går Kungsklyftan, tidligere kaldet Ramneklovan (Ravnekløften). Kløften fik sit navn efter at Oscar 2. af Sverige i 1886 besøgte Fjällbacka.

## Kendte bysbørn
Forfatteren Camilla Läckberg er født i byen, og hendes romaner foregår i og omkring Fjällbacka.